# 收市價
收市價，又稱為收盤價，是金融市場的指標性數據。代表買賣雙方在經過整個交易時段的爭持，以及考慮到未來的「市場風險」和可能的「升值潛力」之後，在交易時段將要結束之時的「妥協」價格。因此在投資分析上，有重要的參考價值。而股票市場的收市價，亦是計算上市公司市值的根據。

## 香港股票市場
以下收市價之定義，是根據香港交易所現行慣例及香港《交易所規則》的介定：於正常運作情況下，股份的收市價是按每個交易日最後一分鐘內五個按盤價的中位數計算。香港交易所的交易系統，由下午三時五十九分正開始，每隔十五秒錄取股份按盤價一次，一共攝取五個按盤價。現舉例如下：
| 攝取   | 時間        | 買盤價 | 沽盤價 | 最後錄得價 | 按盤價* |
| ------ | ----------- | ------ | ------ | ---------- | ------- |
| 第一次 | 下午3:59:00 | $39.40 | $39.50 | $39.50     | $39.50  |
| 第二次 | 下午3:59:15 | $39.40 | $39.50 | $39.50     | $39.50  |
| 第三次 | 下午3:59:30 | $39.40 | $39.50 | $39.40     | $39.40  |
| 第四次 | 下午3:59:45 | $39.30 | $39.50 | $39.40     | $39.40  |
| 第五次 | 下午4:00:00 | $39.20 | $39.30 | $39.30     | $39.30  |

五個時段的按盤價*由最低至最高順序如下：
$39.30　　$39.40　　$39.40　　$39.50　　$39.50 
中位數（即中間的價格）是$39.40，所以收市價定於$39.40。選五個時段按盤價的中位數，可確保收市價不會受到收市前一刻的一宗成交所左右。

註：*按盤價是根據香港《交易所規則》第101條，在比較了當時的買盤價、沽盤價及最後錄得價後加以確定。

## 資料來源
1. ↑  收市價的計算，香港交易所網頁　交易資料　收市價的計算 （页面存档备份，存于）